# Modulares Gesetz von Dedekind
Das modulare Gesetz von Dedekind, benannt nach Richard Dedekind, ist in der Mathematik, speziell in der Gruppentheorie, eine Beziehung zwischen Untergruppen einer Gruppe.

## Formulierung
Es seien {\displaystyle H,K,L} Untergruppen einer Gruppe {\displaystyle G} mit {\displaystyle K\subset L}. Dann gilt
{\displaystyle K\cdot (H\cap L)=(K\cdot H)\cap L}.
Dabei ist {\displaystyle \cdot } das Komplexprodukt, der Punkt wird im Folgenden fortgelassen.
Merkregel: {\displaystyle KH\cap L} hängt für {\displaystyle K\subset L} nicht von der Klammerung ab.
Der Beweis ist elementar: Es ist {\displaystyle K(H\cap L)\subset KH} und wegen {\displaystyle K\subset L} auch {\displaystyle K(H\cap L)\subset LL=L}, insgesamt also {\displaystyle K(H\cap L)\subset (KH)\cap L}. Ist umgekehrt {\displaystyle x\in (KH)\cap L}, so ist {\displaystyle x=kh} mit {\displaystyle k\in K,h\in H}, so ist {\displaystyle h=k^{-1}x\in KL=L}, wieder wegen {\displaystyle K\subset L}, also {\displaystyle x=kh\in K(H\cap L)}.

## Historische Bemerkung
Dies ist eine Beobachtung Dedekinds aus dem Jahre 1897, er führte dort die Struktur eines Verbandes ein, was Dedekind damals wegen der Austauschbarkeit der Verknüpfungen eine Dualgruppe nannte, und schrieb mit Bezug auf logische Ähnlichkeiten und zahlentheoretische Untersuchungen
ich will es daher das Modulgesetz nennen, und jede Dualgruppe, in welcher es herrscht, mag eine Dualgruppe vom Modultypus heißen.
Heute wird der Terminus Dualgruppe in einem anderen Sinne benutzt, aber man spricht immer noch vom modularen Gesetz. Das Modulgesetz, auf das sich Dedekind in abstrakteren Strukturen bezieht, lautet dort
{\displaystyle [\alpha +(\beta -\gamma )]-(\beta +\gamma )=[\alpha -(\beta +\gamma )]+(\beta -\gamma )}.
Darin steht das Pluszeichen für die Bildung des Supremums im Verband und das Minuszeichen für die Bildung des Infimums. Ersetzt man nun das Pluszeichen durch das Komplexprodukt und das Minuszeichen durch die Durchschnittsbildung, was zumindest für Normalteiler Verbandsoperationen sind (s. u.), erhält man in moderner Schreibweise
{\displaystyle [\alpha (\beta \cap \gamma )]\cap (\beta \gamma )=[\alpha \cap (\beta \gamma )](\beta \cap \gamma )}.
Schreibt man weiter {\displaystyle K=\beta \cap \gamma } und {\displaystyle L=\beta \gamma }, so ist {\displaystyle K\leq L}. Ist umgekehrt {\displaystyle K\leq L}, so kann man {\displaystyle \beta =K} und {\displaystyle \gamma =L} wählen und hat {\displaystyle K=\beta \cap \gamma } sowie {\displaystyle L=\beta \gamma }. Setzt man dies in obige Formel ein und schreibt {\displaystyle H} für {\displaystyle \alpha }, so ergibt sich
{\displaystyle [HK]\cap L=[H\cap L]K},
was bis auf die unerhebliche Reihenfolge genau oben vorgestellte Formel ist. Die Anwendung auf Gruppen spielte bei Dedekind nur eine untergeordnete Rolle, es ging ihm in erster Linie um Zahlentheorie.

## Bemerkungen
- Ohne die zusätzliche Voraussetzung {\displaystyle K\subset L} wird der Satz falsch.
- Da {\displaystyle K\subset L}, ist {\displaystyle K=K\cap L} und die dedekindsche Formel kann wie folgt als ein Distributivgesetz geschrieben werden:

{\displaystyle (K\cap L)(H\cap L)=(KH)\cap L}.
Auch das gilt nur unter der Voraussetzung {\displaystyle K\subset L}.
- Die dedekindsche Formel ist nicht das modulare Gesetz im Untergruppenverband, denn das Komplexprodukt zweier Untergruppen ist im Allgemeinen nicht die von ihrer Vereinigung erzeugte Untergruppe. Mit anderen Worten: Trotz der dedekindschen Formel ist nicht jede Gruppe eine modulare Gruppe.
- Betrachtet man den Verband der Normalteiler einer Gruppe, so ist dieser nach der dedekindschen Formel modular, denn das Komplexprodukt zweier Normalteiler ist wieder ein Normalteiler und gleich dem kleinsten Normalteiler, der beide enthält.[4]

## Anwendungen
Die einfache Formel aus dem modularen Gesetz von Dedekind hat viele Anwendungen in der Gruppentheorie und wird nicht selten ohne Nennung verwendet. Exemplarisch soll hier eine Hilfsaussage aus einem Beweis vorgestellt werden:
- Ist {\displaystyle H<G} eine maximale Untergruppe und {\displaystyle L\vartriangleleft G} ein  Normalteiler, so gibt es keinen echt zwischen {\displaystyle H\cap L} und {\displaystyle L} gelegenen Normalteiler.

Zum Beweis sei {\displaystyle K\vartriangleleft G} ein Normalteiler mit {\displaystyle H\cap L<K\leq L}. Zu zeigen ist {\displaystyle K=L}. Zunächst ist {\displaystyle K} nicht in {\displaystyle H} enthalten, denn wegen {\displaystyle K\leq L} wäre dann auch {\displaystyle K\leq H\cap L}, was wegen {\displaystyle H\cap L<K} nicht der Fall ist. Daher ist {\displaystyle G=KH} wegen der Maximalität von {\displaystyle H}. Daraus folgt wie gewünscht
{\displaystyle L=G\cap L=(KH)\cap L=K(H\cap L)=K},
wobei das dritte Gleichheitszeichen wegen des modularen Gesetzes von Dedekind gilt.